# S-Bahn de Hanovre
Ne doit pas être confondu avec Métro léger de Hanovre.
La S-Bahn de Hanovre, est un réseau de S-Bahn de la Région métropolitaine de Hanovre.
| Ligne | Parcours                                                                                 | Tracé |
| ----- | ---------------------------------------------------------------------------------------- | ----- |
|       | Minden – Bückeburg – Haste – Wunstorf – Hanovre Hbf – Weetzen – Barsinghausen – Haste    |       |
|       | Nienburg – Neustadt am Rübenberge – Wunstorf – Hanovre – Weetzen – Barsinghausen – Haste |       |
|       | Hanovre – Weetzen – Barsinghausen                                                        |       |
|       | Hildesheim – Sehnde – Lehrte – Hanovre                                                   |       |
|       | (Hildesheim – Sarstedt – Hannover Messe/Laatzen –) Hanovre – Langenhagen – Bennemühlen   |       |
|       | (Paderborn – Bad Pyrmont –) Hamelin – Weetzen – Hanovre – Langenhagen – Hanovre aéroport |       |
|       | Hamelin – Springe – Hanovre – Seelze                                                     |       |
|       | Celle – Burgdorf – Hanovre                                                               |       |
|       | Celle – Burgdorf – Lehrte – Hanovre                                                      |       |
|       | Hanovre aéroport – Langenhagen – Hanovre – Hanover Messe/Laatzen                         |       |

## Matériels
Le matériel utilisé par la S-Bahn est principalement des DBAG série 424, trains de 67,5 m de longueur.